# Johann Christoph Besch

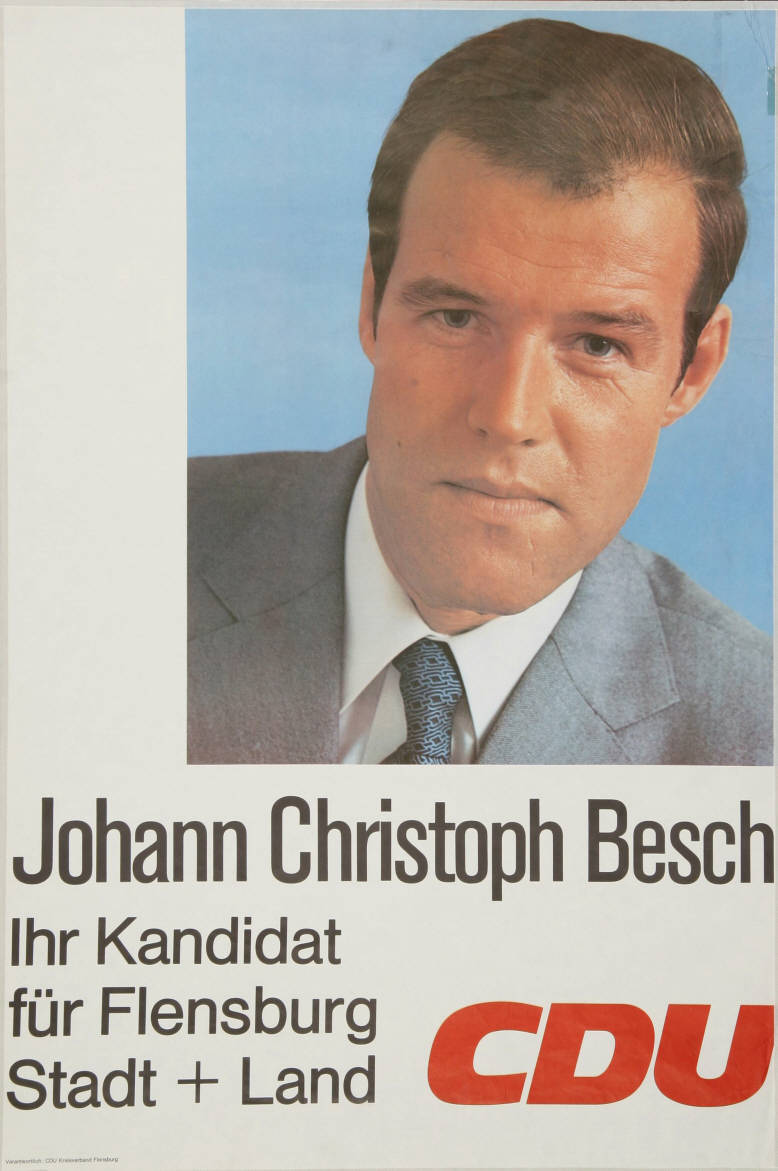
Kandidatenplakat Johann Christoph Beschs zur Bundestagswahl 1972

Johann Christoph Besch (* 20. März 1937 in Hamburg; † 27. Februar 2011) war ein deutscher Beamter und Abgeordneter (CDU).

## Leben
Johann Christoph Besch war leitender Ministerialdirektor bis 2000, zuletzt als Leiter des wissenschaftlichen Dienstes des Bundestages. Er war für die CDU, Landesliste Schleswig-Holstein, als Nachfolger von Karl Carstens ab 3. Juli 1979 Abgeordneter des Bundestages. 2001 erhielt er das Große Bundesverdienstkreuz. Besch war in den 1960er Jahren bekannt für seine Imitator-Kunst als „Herr B. aus Bonn“; er konnte Konrad Adenauer sowie Willy Brandt sprachlich perfekt imitieren. Der damalige Pressesprecher Karl-Günther von Hase musste 1963 einen Kommentar des vermeintlichen Adenauers (Besch) dementieren; dafür erhielt Hase später den Orden wider den tierischen Ernst. Er war am 22. März 1968 Mitunterzeichner der Satzung der „Hermann Ehlers Stiftung für staatsbürgerliche Bildung und Begabtenförderung e. V.“. Anfang der 1970er Jahre wurden seine Politiker-Parodien regelmäßig und teilweise tagesaktuell in der Sendung „Unterhaltung am Wochenende“ auf WDR1/NDR1 gesendet.